# Catherine Nobbe
Catherine Nobbe, geb. Siebert (* 17. Dezember 1830 bei Kassel; † 27. Dezember 1886), war Musiklehrerin und entwickelte ein Stenografiesystem für die deutsche Sprache. Catherine Nobbe ist neben Sophie Scott die einzige bekannte weibliche Erfinderin eines deutschsprachigen Kurzschriftsystems und ging dadurch in die Kurzschriftgeschichte ein.

## Leben
Catherine Nobbe wurde als älteste Tochter des Landwirts Siebert im Jahre 1831 auf dem Kragenhof bei Kassel geboren. Im Alter von fünf Jahren starben ihre Eltern. Verwandte in Kassel zogen sie nach dem Tod ihrer Eltern auf und ermöglichten ihr den Besuch einer Privatschule. 1852 heiratete sie den Bäckermeister Wilhelm Nobbe in Rinteln an der Weser. Nach zwölf Jahren starb ihr Ehemann und wenige Jahre später auch ihr einziger Sohn. Von nun an gab sie Musikunterricht. Am 27. Dezember 1886 starb Catherine Nobbe.

## Wirken auf stenografischem Gebiet
Catherine Nobbe beschäftigte sich vierzehn Jahre – vor allem in der Zeit als Musiklehrerin – intensiv mit Stenografie. Sie entwickelte ein eigenes Stenografiesystem und schrieb am 17. November 1885 in ihrem Vorwort: „Es wäre vielleicht gut, wenn ich mit der Veröffentlichung noch gewartet hätte, einesteils, um durch noch längere Selbstübung noch mehr und mehr zu verbessern, andernteils, um selbst erst so schnell schreiben zu können, wie es nach keinem andern System möglich ist; aber der liebe Gott kann einem Leben bald ein Ziel setzen...“ Catherine Nobbe schien bei der Abfassung dieses Vorwortes schon Todesahnungen zu haben. Ihr Lehrbuch wurde Ende 1886 in einer Beilage einer Kölner Musikzeitung zum Preis von 6 Mark angekündigt.

Titelblatt des Lehrbuches von 1886: „Neue Schnellschrift. Stenografie. So einfach dargestellt, dass sie von jedem verständigen Menschen in einer Stunde kann begriffen werden. Sogar Kinder werden sie mit Leichtigkeit und Vergnügen erlernen, weil dies Schreibsystem keine hohen Anforderungen an den Geist, sondern nur Übung erfordert.“

Das Lehrbuch umfasste insgesamt 118 Seiten. Sieben Seiten bildeten das Vorwort; auf sechs wurde Nobbes System mit Erklärungen dargestellt. Den überwiegenden Hauptanteil des Buches machten Schreib- und Leseübungen aus. Die Lese- und Schreibübungen in Nobbes Lehrbuch sind aus der Bibel. Catherine Nobbe schreibt im Vorwort ihres Stenografie-Lehrbuches: „Zu meiner eigenen Übung habe ich die Bibel gebraucht, weil ich keine Lust hatte, mich mit einem andern Buche so eingehend zu beschäftigen. Ich habe sie nun auch zum Unterricht als das geeignetste Buch beibehalten, weil sie durchzuarbeiten ja nur Segen bringen kann und weil sie in Jedermanns Hause zu finden ist.“
Die Kurzschriftsystem-Erfinderin Catherine Nobbe verwendete als Stenografie-Lineatur die fünf Notenlinien – naheliegend für eine Klavierlehrerin. Der auf einen Mitlaut folgende Selbstlaut ihres Stenografiesystems wurde in der Reihenfolge a, e, i, o, u an dem folgenden Mitlautzeichen durch die Stellung von unten nach oben in der Lineatur sinnbildlich dargestellt. Die Schreibung und Andeutung von Umlauten, Doppellauten u. a. wurde durch verschiedene Regeln verdeutlicht.
Catherine Nobbes Schwester beherrschte dieses System und korrespondierte mit ihr in stenografischer Schrift. Nach den Aussagen ihrer Schwester schrieb die Systemerfinderin selbst etwa 110 Silben pro Minute mit ihrem eigenen Stenografiesystem.
Catherine Nobbe hielt das vor ihr entwickelte Stenografiesystem auch für Fremdsprachen für geeignet. Andere Kurzschriftsysteme waren Catherine Nobbe sehr wahrscheinlich bekannt. In ihrem Vorwort deutete sie dies an: „Dem männlichen Scharfsinn ist es bis jetzt nicht gelungen, die Sache so einfach darzustellen, daß Jedermann die Wohlthat, schnell schreiben zu können, genießen kann. Nun hat Gott der Herr es einem nicht im mindesten gelehrten, nein, einem ganz einfachen Weibe geschenkt...“ Am Schluss ihrer Vorrede heißt es: „Es wäre vielleicht gut, wenn ich mit der Veröffentlichung nocht gewartet hätt, einesteils, um selbst erst so schnell schreiben zu können, wie es nach keinem andern System möglich ist; aber der liebe Gott kann einem Leben bald ein Ziel setzen, und ich möchte doch nicht gern, wenn es Gottes Wille ist, das, was er mir gegeben, und was Mühe und Fleiß gekostet hat, mit unter die Erde nehmen, sondern es der Menschheit, wie ich zu Gott hoffe, zum Segen übergeben.“
Dieser Wunsch von Catherine Nobbe ging nicht in Erfüllung. Ihr System hatte keine weitere Bedeutung auf die künftige stenografische Entwicklung und Anwendung.